# Puig Cerverís
El Puig Cerverís és una muntanya de 2.206,8 metres que es troba entre els municipis de Vilallonga de Ter i de Pardines, a la comarca catalana del Ripollès. La seva ascenció és curta i fàcil, es pot fer des de la collada de pardines, partint de la pista de Ribes de Freser a Tregurà. Les vistes del cim són força panoràmiques ja que permeten divisar les valls de Camprodon i Ribes.